# Xinbaolige
Xinbaolige (kinesiska: 新宝力格, 新宝力格苏木) är en socken i Kina. Den ligger i den autonoma regionen Inre Mongoliet, i den norra delen av landet, omkring 200 kilometer nordväst om regionhuvudstaden Hohhot. Antalet invånare är 4608. Befolkningen består av 2 206 kvinnor och 2 402 män. Barn under 15 år utgör 9,0 %, vuxna 15-64 år 86 %, och äldre över 65 år 4,0 %.
Genomsnittlig årsnederbörd är 375 millimeter. Den regnigaste månaden är juni, med i genomsnitt 94 mm nederbörd, och den torraste är januari, med 2 mm nederbörd.